# 渭津河
42°53′26″N 125°9′13″E / 42.89056°N 125.15361°E
渭津河，位于中华人民共和国吉林省南部，是东辽河左岸支流，发源于东辽县渭津镇年丰村偏脸背山西麓，蜿蜒西北流经渭津镇、辽源市龙山区工农乡，于辽源市区福镇街汇入东辽河。河长33千米，流域面积383平方千米。年均流量0.56亿立方米。渭津河上游地势低洼积水，河道弯曲，河床较浅；下游河滩较多，含沙量大，每到汛期洪水冲刷、兑掉河岸，耕地损失严重。